# Claude Piron
Claude Piron (26. února 1931 Namur – 22. ledna 2008 Gland) byl přední švýcarský lingvista, docent psychologie na ženevské univerzitě, spisovatel a esperantista, v letech 1956–1961 překládal pro OSN.
Pro svou uměleckou tvorbu v esperantu používá pseudonym Johán Valano. Esperantskou literaturu obohatil řadou původních děl:
- romány
  - Ĉu vi kuiras ĉine? (Vaříte po čínsku?)
  - Ĉu li bremsis sufiĉe? (Brzdil dostatečně?)
  - Ĉu li venis trakosme? (Přišel z vesmíru?)
  - Ĉu ŝi mortis tra-fike? (Zemřela při souloži?)
  - Ĉu ni kunvenis vane? (Sešli jsme se zbytečně?)

- Kiel personeco sin strukturas
- sbírka básní Malmalice (Dobromyslně)